# Jan Harlan
Pour les articles homonymes, voir Harlan.
Jan Harlan (né à Karlsruhe, en Allemagne le 5 mai 1937) est un producteur de cinéma américain d'origine allemande. En 1957, il est l'assistant-réalisateur de Stanley Kubrick sur le film Les Sentiers de la gloire.
En 1958, il devient le beau-frère de Kubrick, qui épouse sa sœur Christiane Harlan.
Il est le neveu du réalisateur allemand Veit Harlan.
À partir de 1975, il est le producteur exécutif de la plupart des films de Kubrick. En 2000, il réalise le documentaire Stanley Kubrick : une vie en image (Stanley Kubrick : A Life in Pictures), et en 2006 le portrait de Malcolm McDowell Ô Lucky Malcolm.
En 2016, Harlan a rejoint le jury de tournage de ShortCutz Amsterdam. Un festival de film annuel faisant la promotion de courts métrages à Amsterdam. Les autres membres du jury comprennent Rutger Hauer, et Roel Reiné,.